# Hírös Futsal Club SE
L'Hírös Futsal Club SE è una società ungherese di calcio a 5 con sede a Kecskemét.

## Storia
Nella stagione 2007-08 ha ottenuto la promozione alla massima divisione del campionato ungherese di calcio a 5, chiamata NB I, dove nella sua prima stagione ha ottenuto il nono e penultimo posto.

## Rosa 2007-2008
| N. |                     | Ruolo | Calciatore             |
| -- | ------------------- | ----- | ---------------------- |
| 1  | Ungheria (bandiera) | P     | Karoly Koos            |
| 22 | Ungheria (bandiera) | P     | Csaba Tihanyi          |
| 22 | Ungheria (bandiera) | P     | Zoltan Fehér           |
| 22 | Ungheria (bandiera) | P     | Karoly Jelen           |
| 1  | Ungheria (bandiera) | G     | Marcell Balog Szabolcs |
| 2  | Ungheria (bandiera) | G     | Mihaly Balla           |
| 1  | Ungheria (bandiera) | G     | Lajos Bertus           |
| 2  | Ungheria (bandiera) | G     | Tibor Marton           |
| 1  | Ungheria (bandiera) | G     | Zoltan Adam Szabo      |
| 2  | Ungheria (bandiera) | G     | Viktor Nagy            |
| 1  | Ungheria (bandiera) | G     | Tamás Szabó            |
| 2  | Ungheria (bandiera) | G     | Tamás Kádár            |
| 1  | Ungheria (bandiera) | G     | Gyorgy Medvegy         |
| 2  | Ungheria (bandiera) | G     | Bela Marics            |

| N. |                     | Ruolo | Calciatore         |
| -- | ------------------- | ----- | ------------------ |
| 3  | Ungheria (bandiera) | G     | Tamas Valkai       |
| 4  | Ungheria (bandiera) | G     | Zsolt Ronko        |
| 5  | Ungheria (bandiera) | G     | Istvan Kajtar      |
| 7  | Ungheria (bandiera) | G     | Attila Gazdag      |
| 8  | Ungheria (bandiera) | G     | Ferenc Virag       |
| 8  | Ungheria (bandiera) | G     | Mark Hernady       |
| 9  | Ungheria (bandiera) | G     | Tamas Jarvas       |
| 9  | Ungheria (bandiera) | G     | Szebasztian Pataki |
| 10 | Ungheria (bandiera) | G     | Tamas Bakos        |
| 13 | Ungheria (bandiera) | G     | Krisztian Kosa     |
| 14 | Ungheria (bandiera) | G     | Jozsef Péntek      |
| 19 | Ungheria (bandiera) | G     | László Kiss        |
| 20 | Ungheria (bandiera) | G     | Zsolt Abel         |